# فرانسوا موباندجي
فرانسوا موباندجي (مواليد 21 يونيو 1990) هو لاعب كرة قدم. يلعب مع منتخب سويسرا لكرة القدم. سبق له أن لعب في بطولة أمم أوروبا لكرة القدم 2016 مع منتخب بلاده.

## روابط خارجية
- فرانسوا موباندجي على موقع الاتحاد الأوربي (الإنجليزية)
- فرانسوا موباندجي على موقع اتحاد تركيا (لاعب) (الإنجليزية)
- فرانسوا موباندجي على موقع قاعدة بيانات كرة القدم.إي يو (الإنجليزية)
- فرانسوا موباندجي على موقع ليكيب (الفرنسية)
- فرانسوا موباندجي على موقع ناشيونال فوتبول تيمز (الإنجليزية)
- فرانسوا موباندجي على موقع Soccerway.com (الإنجليزية)
- فرانسوا موباندجي على موقع عالم كرة القدم.نت (الإنجليزية)
- فرانسوا موباندجي على موقع AS.com (الإسبانية)